# Вальдевімбре
Вальдевімбре (ісп. Valdevimbre) — муніципалітет в Іспанії, у складі автономної спільноти Кастилія-і-Леон, у провінції Леон. Населення — 1063 особи (2010).
Муніципалітет розташований на відстані близько 270 км на північний захід від Мадрида, 21 км на південь від Леона.
На території муніципалітету розташовані такі населені пункти: (дані про населення за 2010 рік)
- Фонтеча: 135 осіб
- Паласіос-де-Фонтеча: 175 осіб
- Побладура-де-Фонтеча: 40 осіб
- Вальдевімбре: 472 особи
- Вальєхо: 14 осіб
- Вільягальєгос: 114 осіб
- Вільїбаньє: 110 осіб
- Фарбальєс: 3 особи

## Демографія
Динаміка населення (INE ):